# 卢惠霖
卢惠霖（1900年—1997年），男，湖北天门人，中华人民共和国医学遗传学家、医学教育家、政治人物，曾任湖南省政协副主席，第三、五、六届全国人大代表。

## 家庭
女儿是生殖医学与医学遗传学家、湖南省政协副主席卢光琇。